# Punta de la Figuera
La Punta de la Figuera és una muntanya de 554 metres que es troba entre els municipis de Cervià de les Garrigues i de Juncosa, a la comarca catalana de les Garrigues.